# Ubiór specjalny lotników i personelu naziemnego Wojska Polskiego

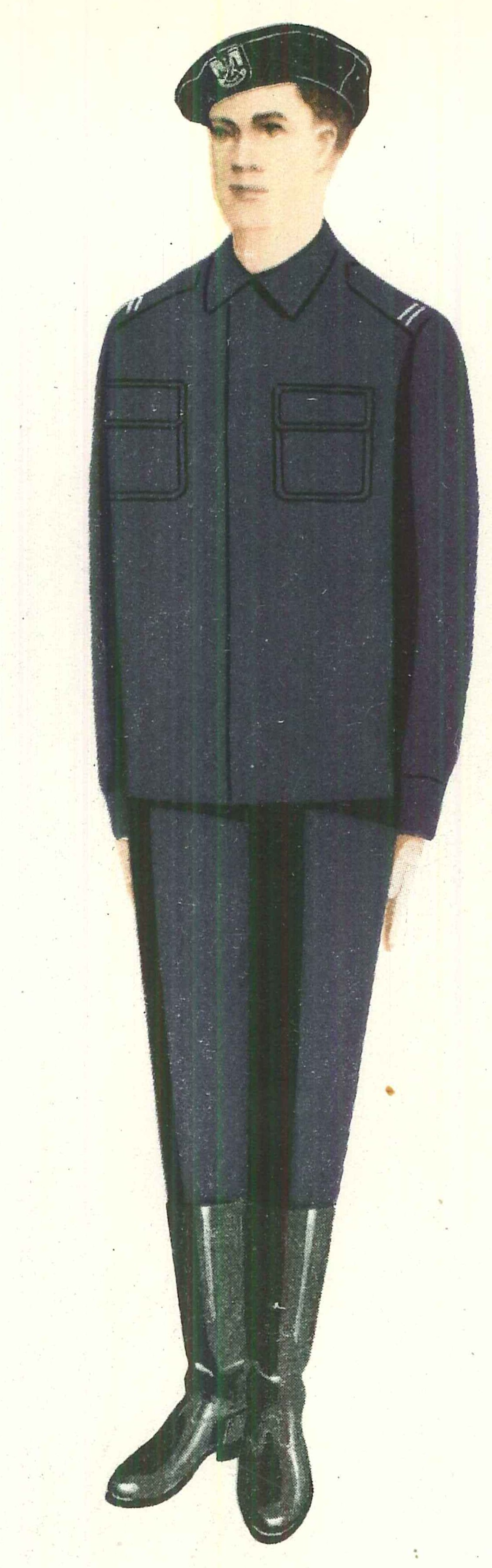
Ubiór specjalny technika lotniczego. Rok 1972

Ubiór specjalny lotników i personelu naziemnego Wojska Polskiego – umundurowanie noszone przez lotników podczas lotu oraz techników lotniczych podczas wykonywania prac na lotnisku w Wojsku Polskim.

## II Rzeczpospolita
W okresie międzywojennym polscy lotnicy w powietrzu używali ubioru specjalnego, który składał się z: kombinezonu skórzanego na futrze, skórzanej czapki lotniczej oraz rękawic futrzanych. Natomiast podczas prac na lotnisku noszono ubiory robocze wykonane z drelichu. Nakryciem głowy był czarny beret w oznaką stopnia.

## Polskie Siły Zbrojne na Zachodzie
Wojsko Polskie we Francji jako ubioru roboczego do prac na lotnisku oraz specjalnego do latania używano kombinezonów brezentowych zapinanych na zamek błyskawiczny w kolorze khaki nakładanych na mundur. Do kombinezonów noszono furażerki lub granatowe berety.
W lotnictwie polskim w Wielkiej Brytanii do prac przy samolotach używano szarych kombinezonów. Ponadto mechanicy na lotnisku używali białych golfów oraz serdaków skórzanych nakładanych na zwykłe mundury. Podczas latania noszono skórzane kurtki na kożuszku z wykładanym kołnierzem futrzanym.

## Ludowe Wojsko Polskie
Lotnictwo ludowego Wojska Polskiego powstałe w roku 1943 na terenie ZSRR korzystało z ubioru do lotów wzoru radzieckiego. Piloci podczas lotu nosili: hełm lotniczy, kombinezon khaki podbity futrem i buty skórzano-filcowe lub skórzane na futrze. Natomiast ubiorem roboczym noszony na lotnisku był granatowy, szary lub zielony kombinezon nakładany na mundur oraz furażerka.
W późniejszym okresie wprowadzono własne wzory. Ubiorem specjalnym personelu latającego według Przepisów ubiorczych z 1972 roku była furażerka koloru stalowego (lub czapka futrzana w zimie), kurtka skórzana z podpinką futrzaną, bluza olimpijka, sweter i spodnie pilota, krawat, szalik, dwuczęściowy skórzany kombinezon, trzewiki pilota i rękawiczki. Ten sam dokument precyzował też ubiór specjalny dla personelu technicznego lotnisk. Ubiorem technika był: beret czarny lub czapka-pilotka technika, dwuczęściowy kombinezon technika, kurtka technika z podpinką, spodnie technika z podpinką, rękawiczki, trzewiki szeregowca (lub w zimie buty filcowo-gumowe).

## Siły Zbrojne RP

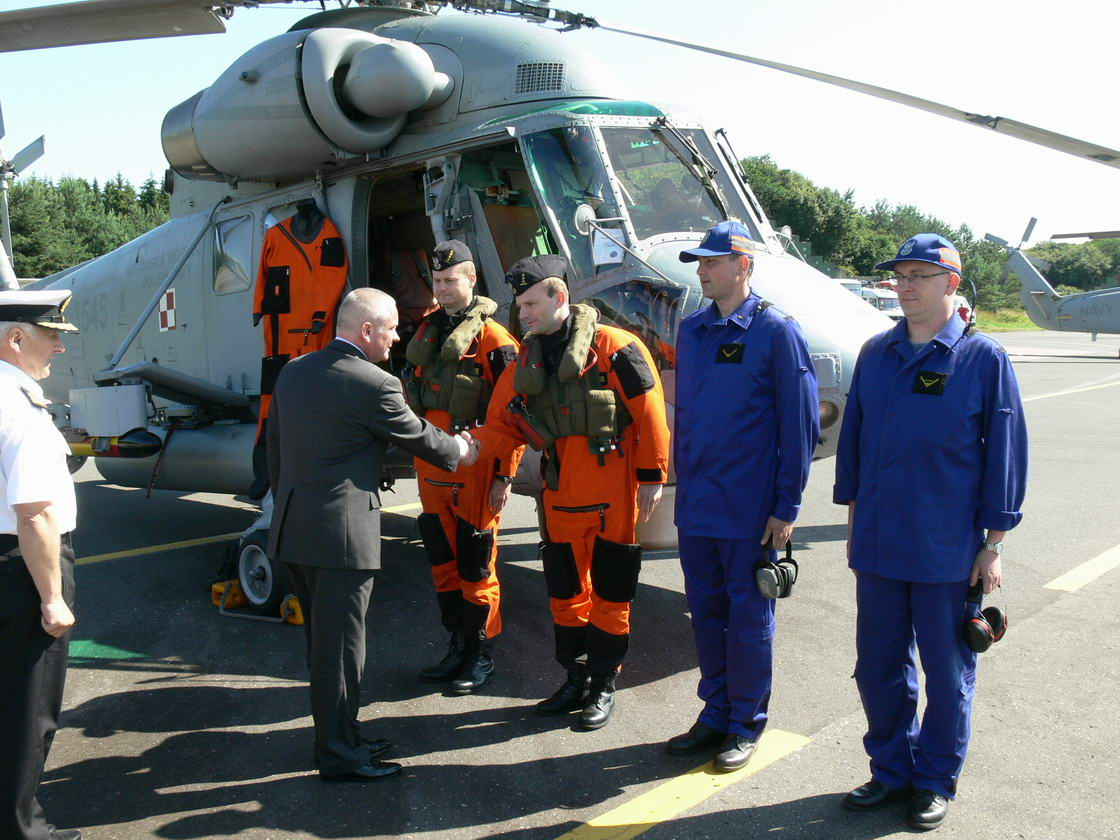
Piloci oraz technicy Lotnictwa Marynarki Wojennej

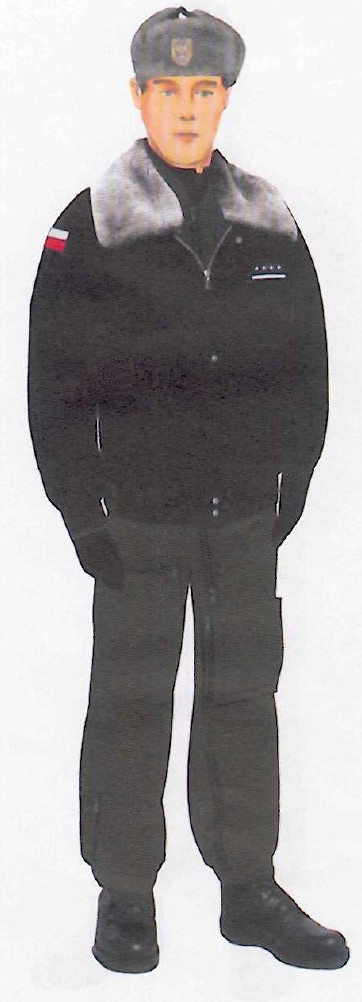
Zimowy ubiór personelu latającego

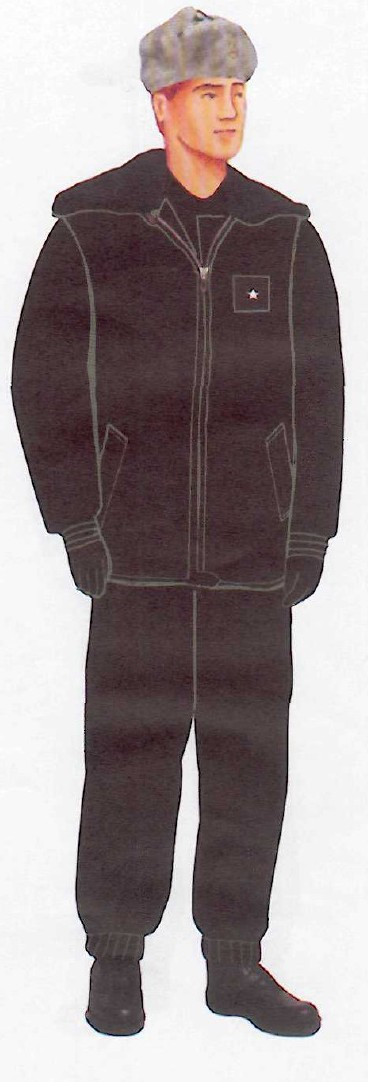
Zimowy ubiór personelu technicznego

Ubiór specjalny nosi się w czasie wykonywania obowiązków służbowych z użyciem sprzętu wojskowego lub prac wymagających specjalistycznego wyposażenia ochronnego.

### Ubiór specjalny przeznaczony dla lotników

#### Nakrycie głowy
Nakryciem głowy noszonym przez lotników wraz z ubiorem specjalnym niezależnie od rodzaju sił zbrojnych jest furażerka.
W Siłach Powietrznych obowiązuje furażerka wykonana z tkaniny w kolorze stalowym. Z przodu umieszcza się znak orła Sił Powietrznych wykonany metodą termonadruku na tkaninie zasadniczej koloru stalowego. Ponadto umieszcza się oznaczenie stopnia wykonane również techniką termonadruku.
W Lotnictwie Marynarki Wojennej furażerka wykonana z tkaniny w kolorze granatowym. Z przodu na furażerce umieszcza się znak orła Marynarki Wojennej. Ponadto umieszcza się oznaczenie stopnia wykonane techniką haftu komputerowego w kolorze złotym.
Natomiast żołnierze Lotnictwa Wojsk Lądowych do kombinezonu pilota noszą furażerki w maskowaniu wz. 93.

#### Bielizna pilota
Koszulka pilota letnia wz. 505/MON i kalesony pilota letnie wz. 506/MON wykonane są z dzianiny wiskozowo-poliamidowej w kolorze khaki lub stalowym. Koszulka posiada długie rękawy zakończone ściągaczami.
Koszulka pilota zimowa wz. 507/MON i kalesony pilota zimowe wz. 508/MON  wykonane są z dzianiny dwuprawej interlokowej (skład: 100% bawełna) w kolorze khaki lub stalowym. Krój taki sam jak przy bieliźnie letniej.

#### Kombinezon lotniczy
Jednoczęściowy kombinezon pilota wz. 606A/MON występuje w trzech wariantach kolorystycznych: zielonym, pomarańczowym (używany przez Marynarkę Wojenną) oraz beżowym (model tropikalny, o nieco innym kroju).
Wykonywany jest z materiału trudnopalnego o składzie: 50% Kermel, 50% Wiskoza lub 92% Metaaramid, 5% Paraaramid, 3% P140. Kombinezon zapinany jest na zamek błyskawiczny. Posiada kieszenie zamykane na zamki błyskawiczne na klatce piersiowej, ramionach oraz nogawkach. Na lewym udzie umieszczony jest odpinany mapnik. Kombinezon posiada naszyte kawałki rzepu pozwalające na przypięcie oznak przynależności państwowej (naszywki z flagą RP), oznaki stopnia oraz oznaki identyfikacyjnej z nazwiskiem.
Pod kombinezon podczas złych warunków atmosferycznych zakłada się ocieplacz. W dobrych warunkach kombinezon zakłada się bezpośrednio na bieliznę.

#### Kurtka skórzana pilota
Kurtka pilota wz. 613/MON wykonana jest z czarnej, naturalnej skóry. Posiada odpinaną podpinkę oraz kołnierz futrzany. Zapinana na zamek błyskawiczny, kryty listwą z napami.

#### Trzewiki pilota
Trzewiki pilota występują w dwóch wariantach: letnim (wz. 921/MON) i zimowym (wz. 922/MON). Wykonane są ze skóry naturalnej w kolorze czarnym. Każdy trzewik ma z boku zamek błyskawiczny, ułatwiający szybkie zakładanie i ściąganie butów. Wariant zimowy ma dodatkowe ocieplenie.

#### Ubiór pilotów F-16
Odmienny ubiór przysługuje pilotom F-16. Jego elementami są: kombinezon pilota samolotu F-16, rękawice pilota samolotu F-16, kurtka zimowa pilota samolotu F-16, kurtka letnia pilota samolotu F-16, kamizelka pilota samolotu F-16 oraz trzewiki pilota samolotu F-16.

### Ubranie technika lotniczego
Ubranie technika lotniczego składa się z: czapki, bluzy i spodni, narękawników, kurtki i spodni zimowych nieprzemakalnych oraz trzewików pilota.
Czapka technika lotniczego jest czapką typu bejsbolówka. Wykonana jest tkaniny w kolorze niebieskim. Z przodu umieszczony jest znak orła wojskowego. Ponadto na czapce umieszczono elementy odblaskowe. W zimie zastępowana jest czapką zimową lub czapką futrzaną.
Ubranie technika lotniczego składa się z bluzy i spodni wykonanych z tkaniny w kolorze niebieskim. Na lewej piersi umieszczony jest kawałek rzepu przeznaczony na przypięcie naszywki z oznaką stopnia.
Narękawniki ubrania technika lotniczego posiadają elementy odblaskowe. Narękawniki nakłada się na ubranie technika lotniczego.
W złych warunkach atmosferycznych personel techniczny nosi komplet nieprzemakalny (w zimie z podpinką). Ponadto personel lotniczy naziemny nosi takie same obuwie jak piloci.

### Nowe elementy wprowadzone w roku 2012
Rozporządzeniem MON z dnia 9 maja 2012 r. wprowadzono nowe wzory ubioru specjalnego pilota i techników lotniczych.
Wprowadzono:
- kombinezon pilota wzór 2010 (zamiast kombinezonu pilota)
- trzewiki pilota letnie oraz zimowe wzór 2010 (zamiast trzewików pilota letnich i zimowych)
- kombinezon pilota tropikalny wzór 2010

Do wyczerpania zapasów magazynowych wydaje się obowiązujące do tej pory wzory.

## Projekty wprowadzenia nowych elementów ubioru specjalnego pilotów
W roku 2012 podjęto pracę nad wprowadzeniem w skład ubioru specjalnego lotników nowych kurtek, wykonanych z tkaniny paroprzepuszczalnej w kolorze zielonym. Testy polowe miały się odbyć we wrześniu 2012 roku.